# Castan sălbatic
Castanul sălbatic  sau Castanul porcesc, (Aesculus hippocastanum Lin.), este un arbore din familia Sapindaceae. Este răspândit în sud-estul Europei, în special în centrul și sudul peninsulei Balcanice, precum și în regiuni din vestul și nord-vestul Europei. Castanul sălbatic are dimensiuni destul de mari, putând atinge o înălțime de până la 40 m. Tulpina sa are un diametru de 80 cm. Frunzele sale sunt compuse din câte 5 frunze mai mici, de până la 7 cm fiecare. Fructul său este o capsulă, acoperită cu o coajă verzuie, de dimensiuni relativ reduse. Preferă o climă temperată, cu ierni blânde și veri răcoroase, fiind prezent în special în zonele montane și cu climat oceanic.

## Caracteristici
Este o plantă meliferă.
Frunzele verzi, sunt compuse din 5–7 frunze mici, ușor păroase pe partea inferioară, sunt așezate opus pe ramuri.
Florile sunt albe cu pete gălbui, spre maturitate ele devin roșiatice, acestea sunt așezate în vârful ramurilor, grupate în inflorescențe mari, și apar în aprilie-mai.
Fructul este o capsulă cu înveliș verde spinos, care conține una sau două semințe turtite, de nuanță maroniu strălucitor - castanele -, înveliș care se deschide numai când castanele sunt coapte. Castanele sălbatice nu au codiță, sunt mai mari și mai rotunde decât castanele comestibile, învelișul exterior are țepi mai rari și mai mici, castanele sălbatice nu sunt comestibile din cauza conținutului de - esculină -,  o substanță toxică cu capacitatea de anticoagulant -.

## Proprietăți curative
Florile se recoltează când jumătate din inflorescență este înflorită, - scoarța castanului sălbatic se recoltează primăvara, numai de pe ramurile tinere de până la 5 ani, castanele se recoltează toamna când învelișul verde plin de ghimpi crapă, iar castanele coapte se desprind singure de pe crengi și cad în jurul copacului.
Se aleg castanele sănătoase, care nu sunt lovite, și nu sunt moi, se pun la uscat, în locuri aerisite și uscate, se întorc zilnic, pentru o uscare uniformă, sunt uscate aproximativ în trei săptămâni, atunci când devin sfărâmicioase.    

## Principii active
Castanele sălbatice conțin  vitaminele C, K, grupul vitaminelor B - B1, B2-, grăsimi, amidon, saponozide, triterpenice, principii amare, taninuri,- care mențin elasticitatea vaselor sanguine , grăsimi albumine, flavonoide, au proprietăți - antiinflamatoare,- flebotonice, - vasodilatatoare,- antiedematoase,- anticoagulante și fluidizante pentru sânge,- hemostatice,- decongestive, sunt un real remediu pentru creșterea tonusului vaselor capilarefragile.
Scoarța de castan sălbatic, conține - substanțe minerale, celuloză, rezine.
Florile castanului sălbatic au un conținut bogat de derivați flavonici.

## Utilizari
Preparatele din castanele sălbatice, flori și scoarța sub formă de  - infuzie, ulei, decoct, pulbere și extracte uscate sau solubile obținute în industria farmaceutică, au adevărate proprietăți medicinale, cu efecte miraculoase asupra sistemului circulator, a bolilor vasculare, ele vindecă suferințele provocate de afecțiuni grave - accidente vasculare, tumori cancerigene, până la la suferințele provocate de hemoroizi sau varice.
Tratamentele cu preparatele din castane sălbatice se face numai sub supravegherea medicului, nu sunt recomandate femeilor însărcinate, și mamelor care alăptează, persoanelor care suferă de afecțiuni renale sau de ficat, persoanelor care iau coagulante.

Castan sălbatic - Aesculus hippocastanum
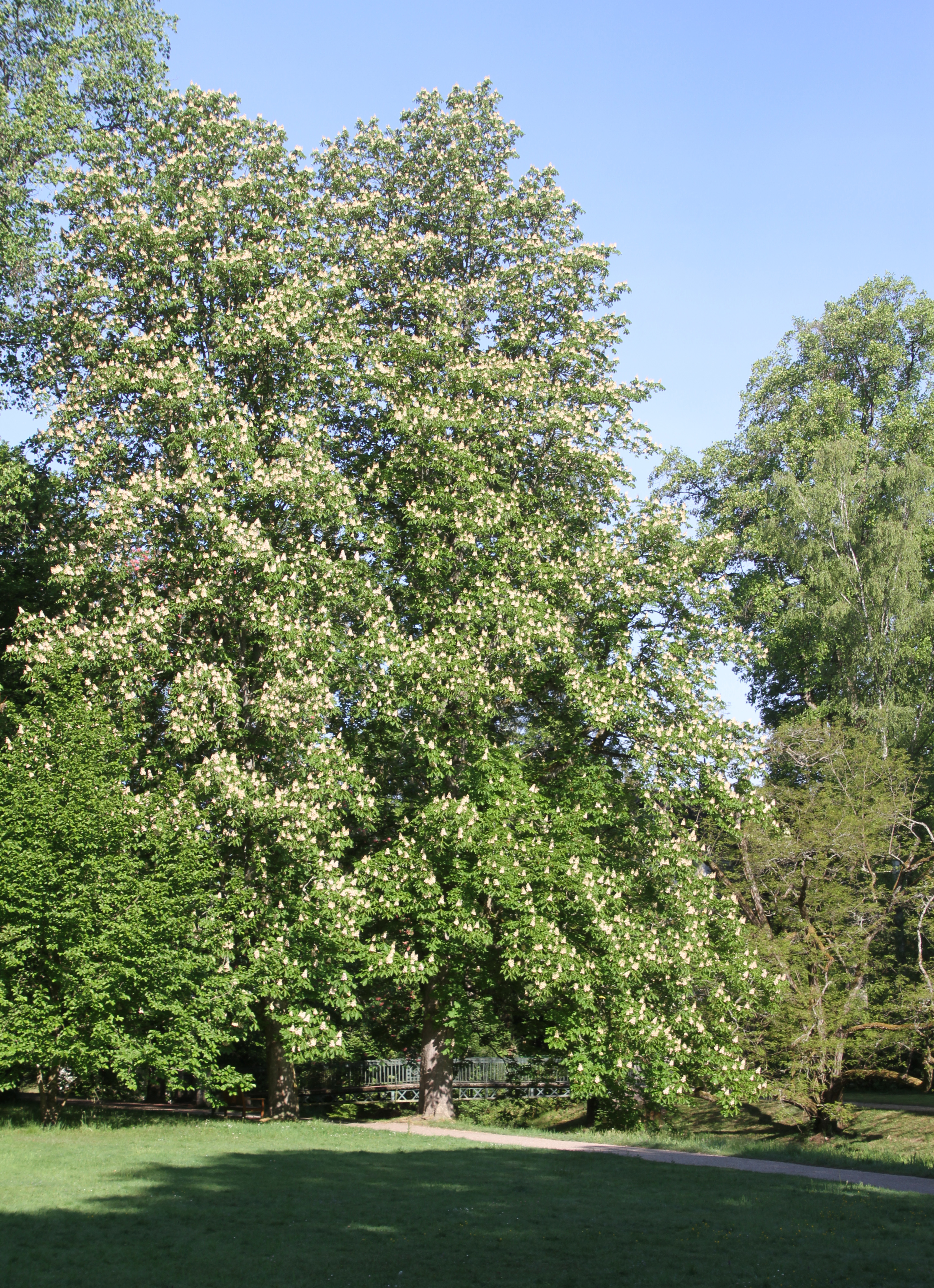
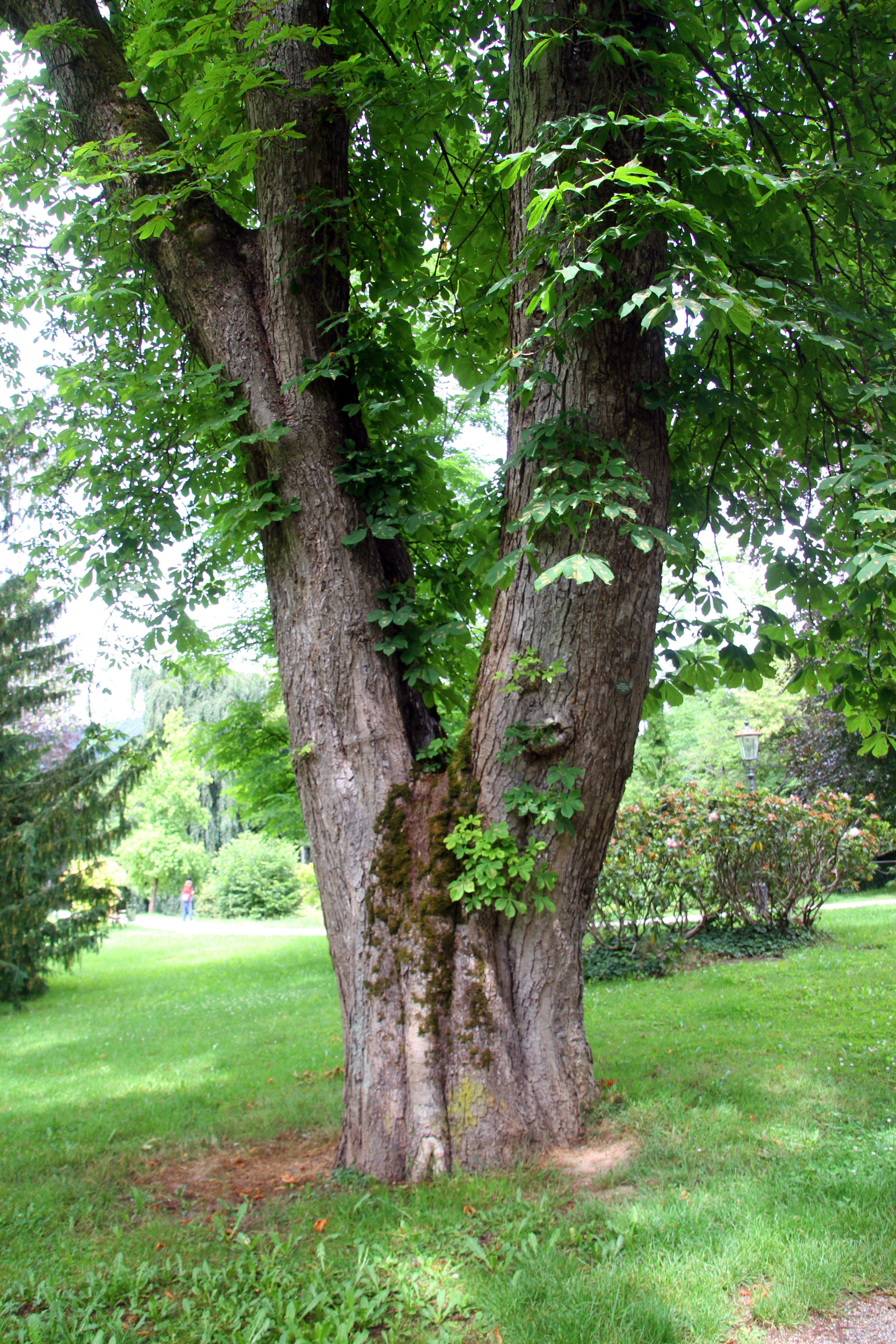
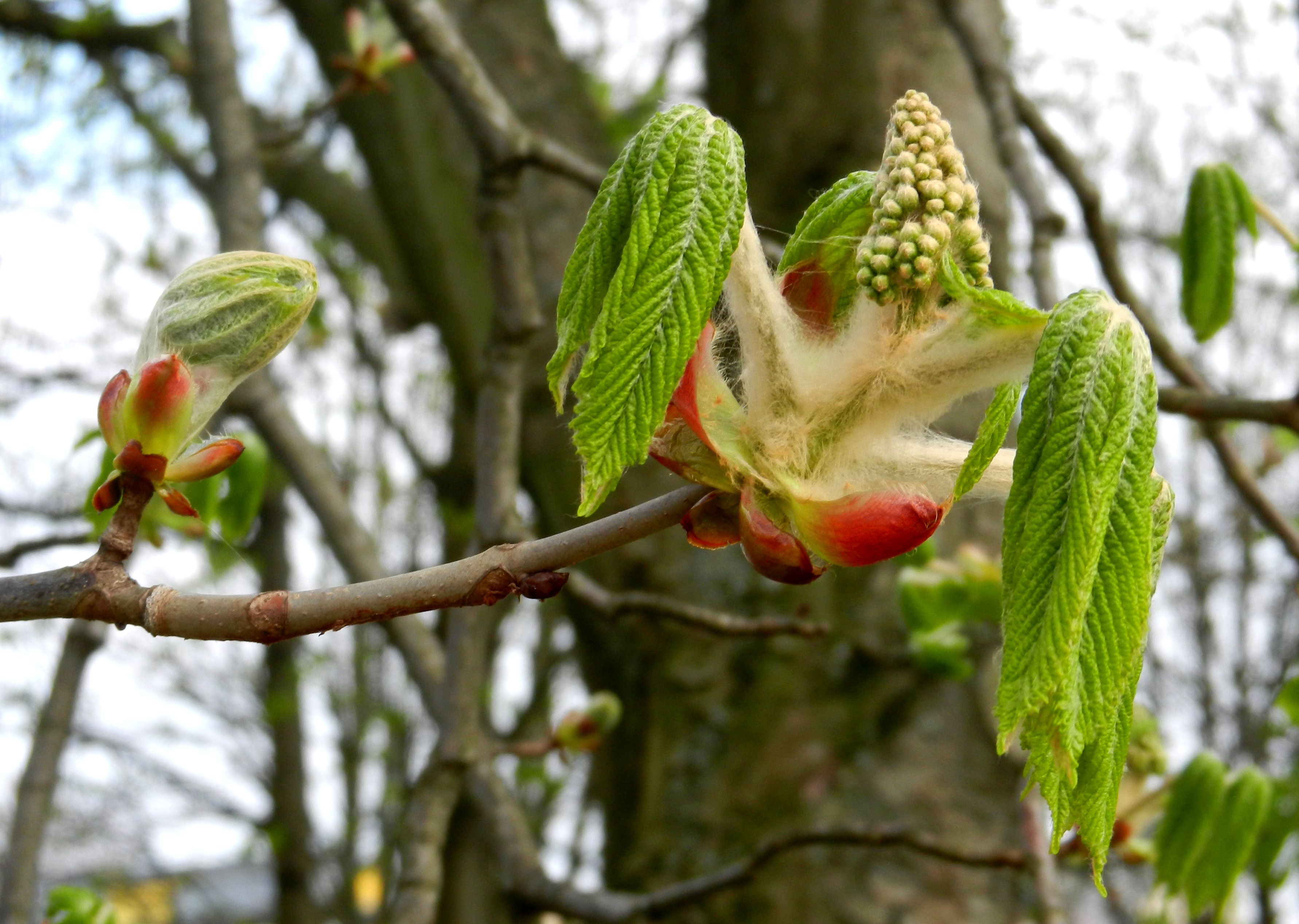
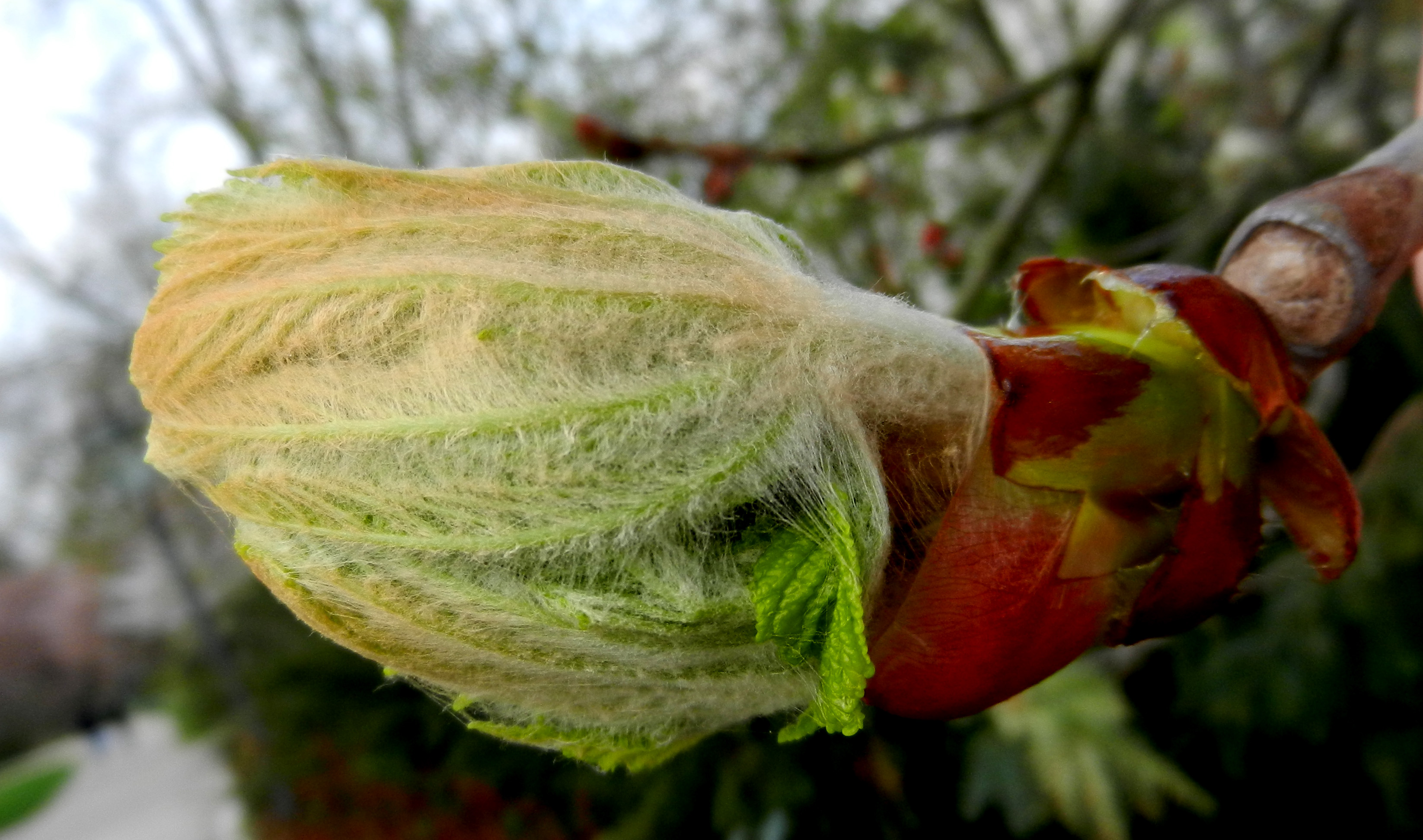
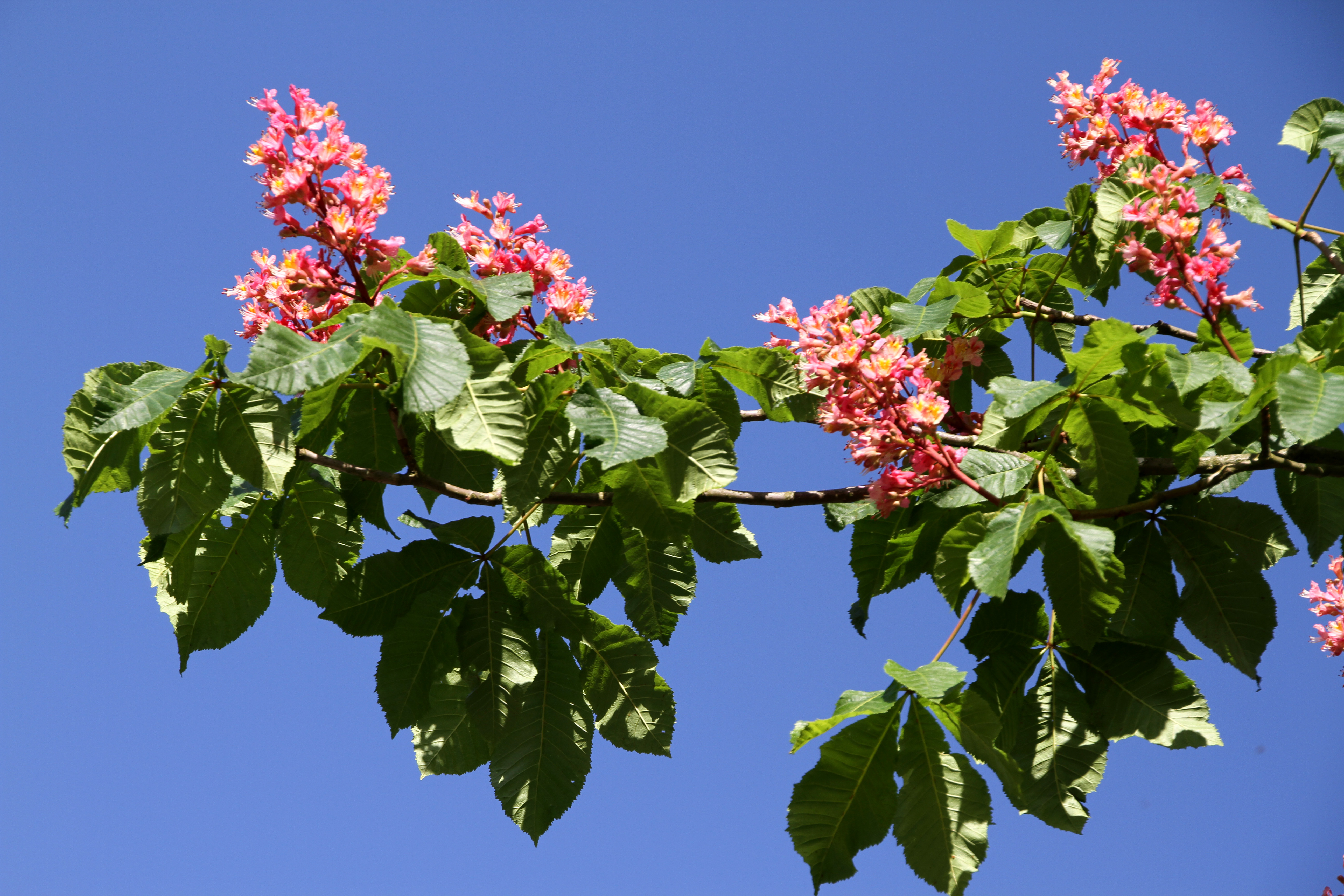
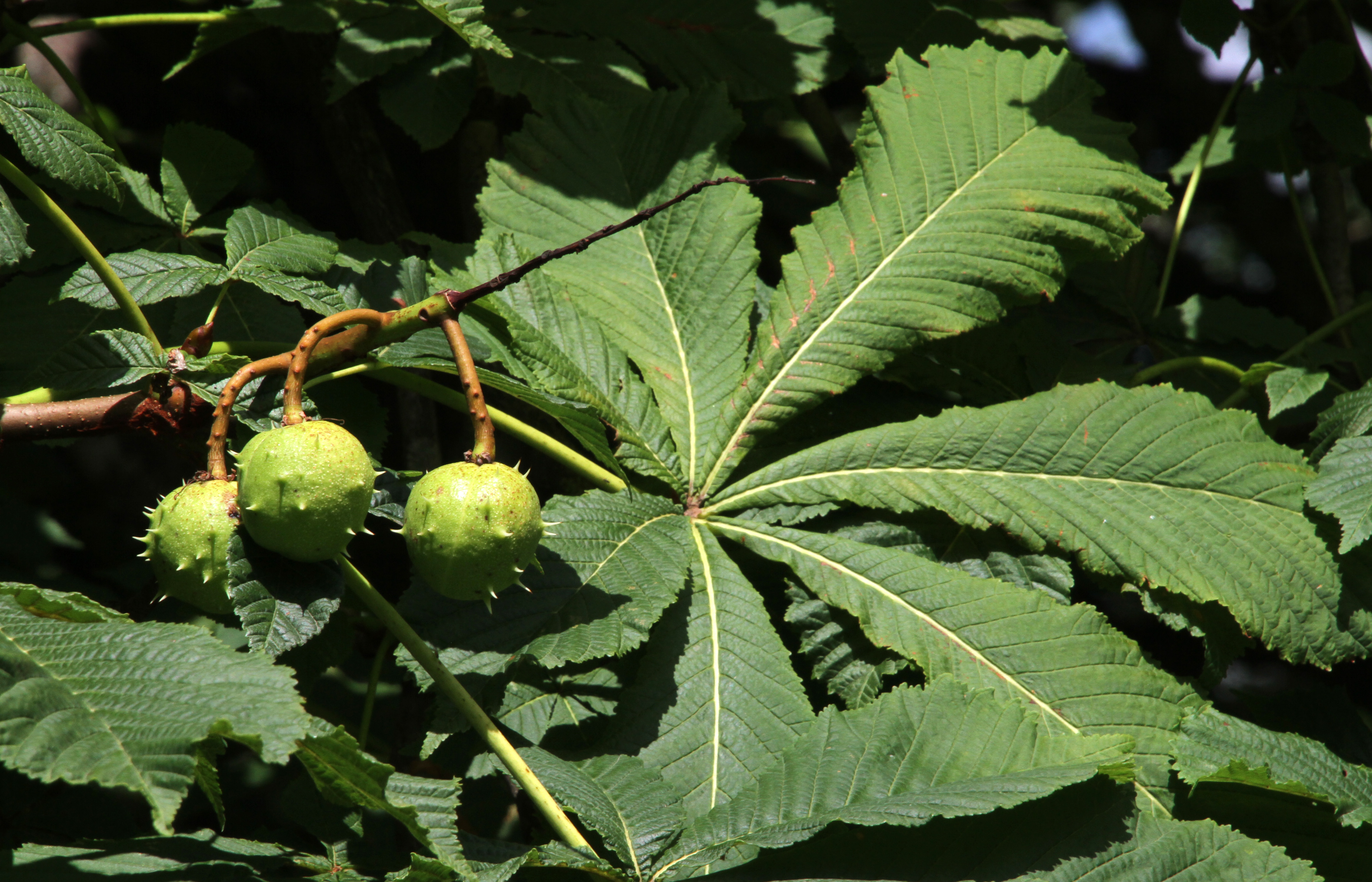
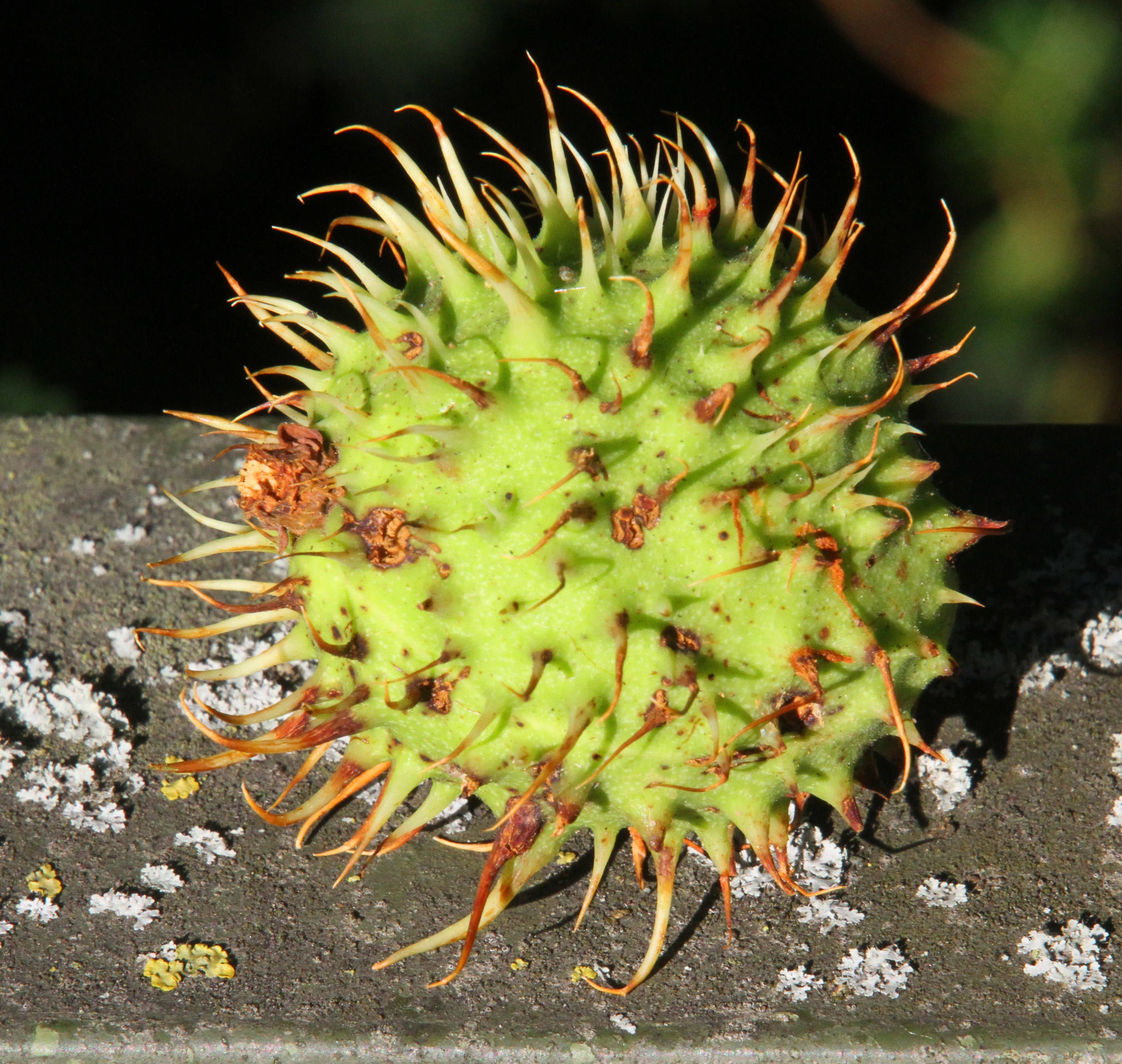
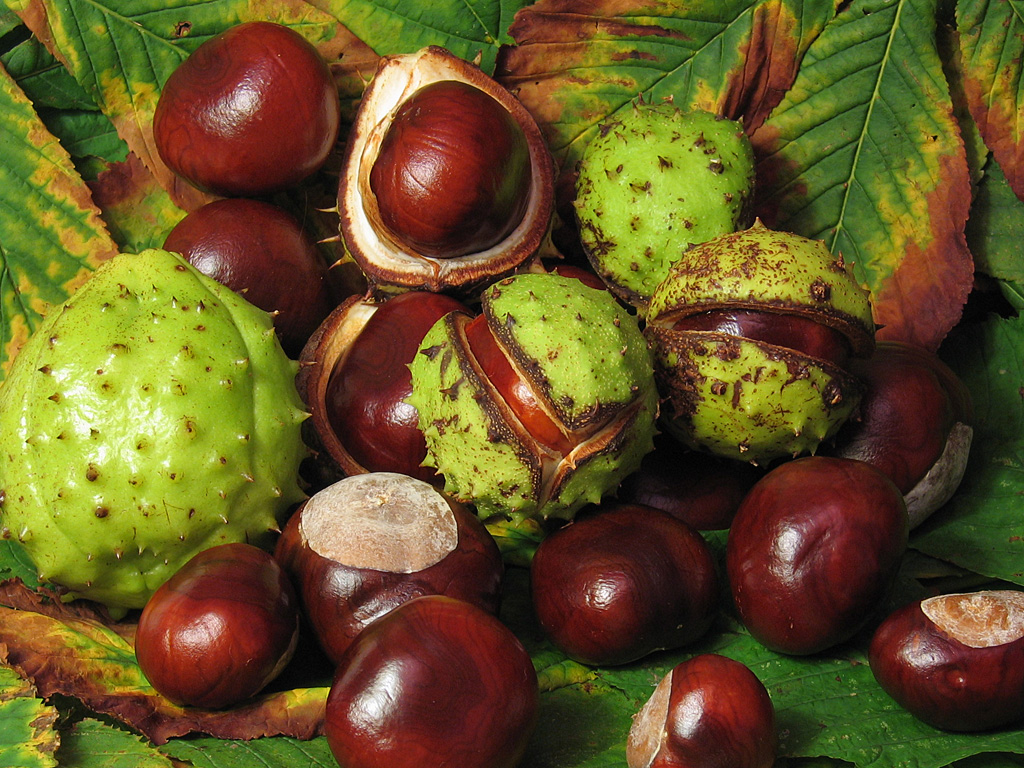
Fructul castanului sălbatic